# Ichneumon saucius
Ichneumon saucius là một loài tò vò trong họ Ichneumonidae.